# Alfa Romeo GTV
O GTV é um coupé compacto da Alfa Romeo que foi disponibilizado também em versão conversível denominada Spider.

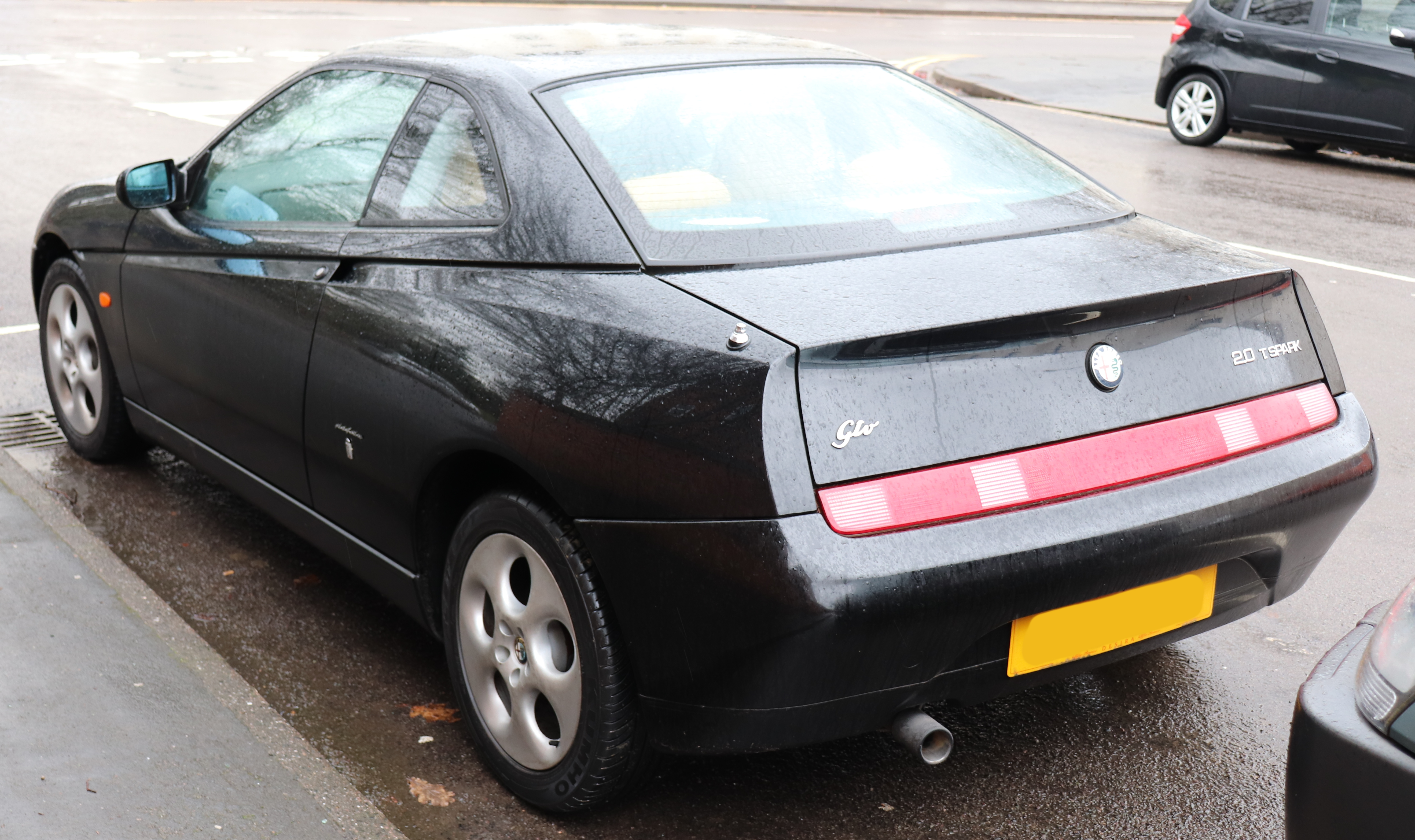

## Especificações
| Modelos:   | Tipo de motor: | Disposição: | Potência:     | Torque:                      | 0–100 km/h: | Velocidade máx.:   | Emissão de CO2: | Anos de produção: | Notas:           | Código do motor: |
| ---------- | -------------- | ----------- | ------------- | ---------------------------- | ----------- | ------------------ | --------------- | ----------------- | ---------------- | ---------------- |
| 1.8 TS     | I4             | 1747 cc     | 144 cv 106 kW | 169 Nm @ 3.500 rpm           | 9.2 s       | 210 km/h (130 mph) | 210 g/km        | 05/1998–08/2000   | Euro I           | AR 32201         |
| 2.0 TS     | I4             | 1970 cc     | 150 cv 110 kW | 186 Nm @ 4000 rpm            | 8.4 s       | 225 Km/h           | 225 g/km        | 1995-05/1998      | Euro I           | AR 16201         |
| 2.0 TS     | I4             | 1970 cc     | 150 cv 110 kW | 187 Nm @ 3500                | 8.4 s       | 216 km/h (134 mph) | 220 g/km        | 05/1998-08/2000   | Euro II          | AR 32301         |
| 2.0 TS     | I4             | 1970 cc     | 150 cv 110 kW | 181 Nm @ 3800                | 8.5 s       | 215 km/h (134 mph) | 220 g/km        | 08/2000-2006      | Euro III         | AR 32310         |
| 2.0 JTS    | I4             | 1970 cc     | 165 cv 121 kW | 206 Nm @ 3250                | 8.4 s       | 220 km/h (137 mph) | 220 g/km        | 04/2003-2006      | Euro IV          | 937A1000         |
| 2.0 V6 TB  | V6             | 1996 cc     | 202 cv 148 kW | 271 Nm @ 2400 (285 Nm turbo) | 7.4 s       | 235 km/h (147 mph) | 260 g/km        | 1995-08/2000      | Euro I/E2        | AR 16202         |
| 3.0 V6 12V | V6             | 2959 cc     | 192 cv 141 kW | 260 Nm @ 4400                | 7.3 s       | 225 km/h (140 mph) | 265 g/km        | 1995-08/2000      | Spider Euro I/E2 | AR 16101         |
| 3.0 V6 24V | V6             | 2959 cc     | 220 cv 165 kW | 270 Nm @ 5000                | 6.5 s       | 240 km/h (149 mph) | 278 g/km        | 1997–05/1998      | GTV Euro I       | AR 16102         |
| 3.0 V6 24V | V6             | 2959 cc     | 220 cv 162 kW | 270 Nm @ 5000                | 6.5 s       | 255 Km/h           | 278 g/km        | 05/1998–08/2000   | GTV Euro2        | AR 16102         |
| 3.0 V6 24V | V6             | 2959 cc     | 218 cv 160 kW | 265 Nm @ 5000                | 6.8 s       | 255 Km/h           | 278 g/km        | 08/2000–04/2003   | Euro III         | AR 16105         |
| 3.2 V6 24V | V6             | 3179 cc     | 240 cv 176 kW | 289 Nm @ 4800                | 6.3 s       | 255 km/h (158 mph) | 315 g/km        | 04/2003–2006      | Euro III         | 936A6000         |

* valores de desempenho para o GTV, salvo indicação em contrário.

** velocidade máxima com aerokit +5 km/h (3 mph) para todos, +10 km/h (6 mph) para o 3.0 V6 24V.